# Alexandre Aubry
Pour les articles homonymes, voir Aubry.
Alexandre Aubry est un sculpteur français né à Paris le 23 avril 1808 et mort dans la même ville le 4 juillet 1864.

## Biographie
Né à Paris au 93, rue de Grenelle, le 23 avril 1808, Alexandre-Pierre-Victor Aubry est le fils d'Alexandre-Simplice Aubry et de Marie-Anne-Victoire Faby. 
Il expose au Salon de 1842 à 1849, et obtient une troisième médaille en 1845 avec une figure couchée intitulée Le Dernier espoir. Il meurt à Paris le 4 juillet 1864 à son domicile au 161, rue Montmartre.
Il est inhumé le 5 juillet 1864 au cimetière de Montmartre 27e division.

## Œuvres

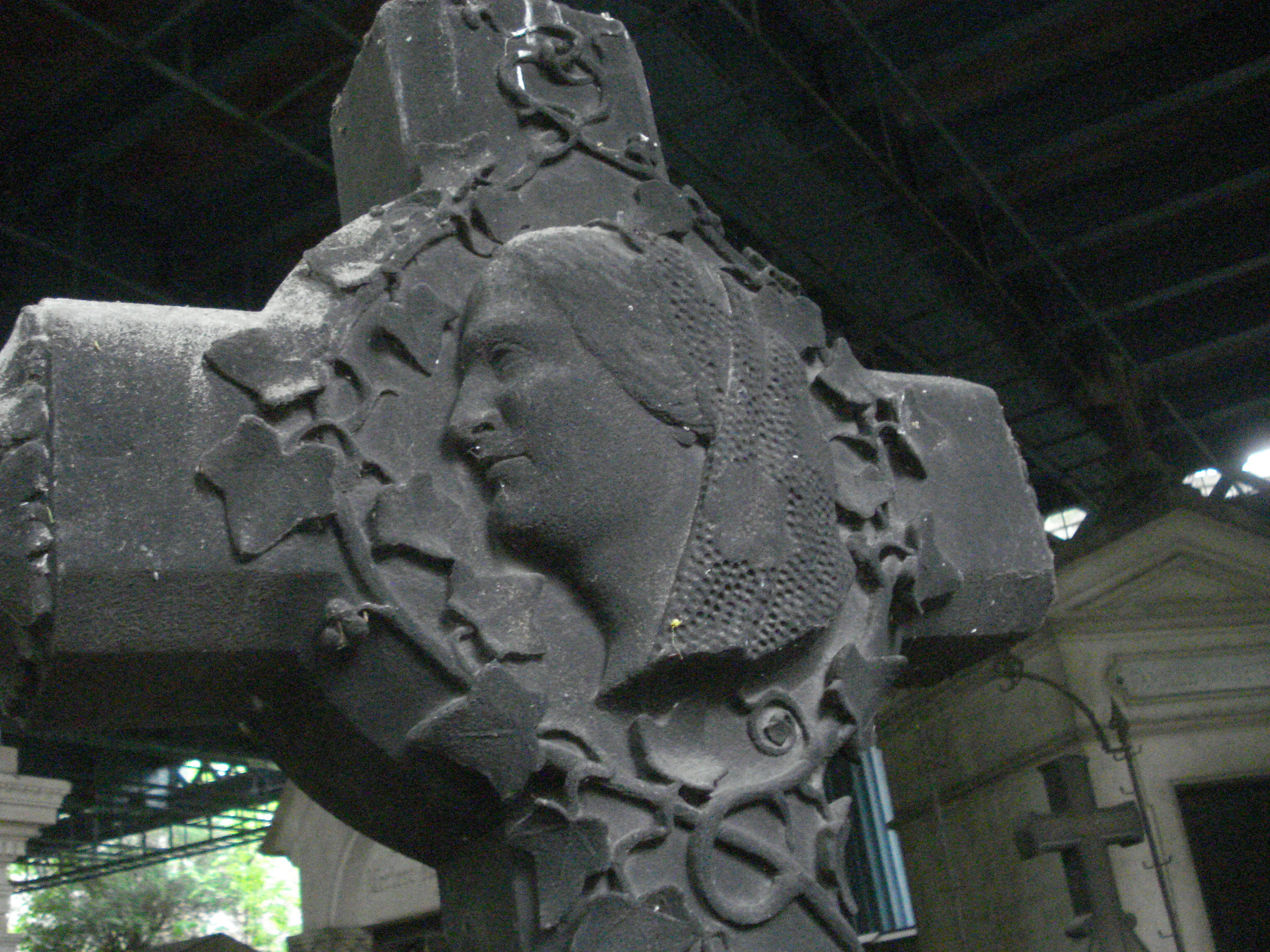
Fanny Garnier (1861), Paris, cimetière de Montmartre.

- Oiseaux, groupe en plâtre, Salon de 1842 (no 1884).
- Le jeune Amédée A…, buste en plâtre, Salon de 1812 (no 1885).
- M. F…, buste en marbre, Salon de 1844 (no 2159).
- Petit chien épagneul formant un arrêt de côté, groupe en marbre, Salon de 1814 (no 2160).
- Le dernier espoir, figure couchée en plâtre, Salon de 1845 (no 2030).
- Mme C…, buste en marbre, Salon de 1845 (no 2031).
- Les Souvenirs, buste en terre cuite, Salon de 1819 (no 2095).
- Nègre africain, buste en plâtre, tête d'expression, Salon de 1849 (no 2096).
- Fanny Garnier, 1861, médaillon en pierre, 25 cm, Paris, cimetière de Montmartre, 18e division.